# Гаттон (герцог Аквитании)
Гаттон (Атто; лат. Hatton; умер после 744 года) — герцог Аквитании с 735 до приблизительно 744 года, сын Эда Великого, герцога Аквитании.

## Биография
В 735 году Гаттон вместе с братом Гунальдом унаследовал владения отца, Эда Великого — герцогства Аквитания и Васконию. Столицей владений Гаттона был город Пуатье, поэтому часто он упоминается как граф Пуатье. Как герцог Гаттон упоминается в анналах Меца:

Hunaldus dux germanum suum nomine Hattonem

Получив известие о смерти Эда майордом франков Карл Мартел пересёк Луару, дошёл до Гаронны, захватил замок Блай, расположенный на её правом берегу, а затем, перебравшись через реку, захватил город Бордо, после чего занялся покорением области. Карл вёл военные действия в Аквитании до 736 года. Гунальд и Гаттон пытались сопротивляться, но в итоге Гаттон попал в плен. В конце концов, Карл был вынужден признать за Гунальдом права на Аквитанию, при условии, однако, что он принесёт клятву верности. После клятвы Карл отпустил Гаттона и вернулся в свои владения.
Около 744 года Гаттон, сохранявший верность Каролингам, поссорился со своим братом и соправителем Гунальдом. В результате Гаттон был ослеплён, а Гунальд стал единовластным правителем Аквитании и Васконии. После этого сведения о Гаттоне исчезают.

## Брак и дети
Хартия Алаона приписывает Гаттону жену по имени Вандрада и трёх сыновей:
- Луп II (ум. 775), герцог Васконии, родоначальник герцогов Васконии и Гаскони.
- Артгариус
- Иктериус, граф Оверни

Однако их происхождение другими источниками не подтверждается, а Хартию Алаона многие историки считают позднейшей подделкой.